# Surrounded
«Surrounded» es la cuarta canción del álbum Images and Words de la banda de metal progresivo Dream Theater, el cual fue lanzado en 1992. La letra de la canción fue escrita por el ex tecladista Kevin Moore.

## Diferentes versiones
- Aparece en la versión europea del CD Live at the Marquee
- También aparece en el DVD Images and Words: Live in Tokyo
- Otra versión se ve en el DVD Chaos in motion 2007-2008, donde se le agrega una versión improvisada instrumental, haciendo a la canción el doble de su duración original.